# 洛代 (紐約州)
洛代（英語：Lodi）是一個位於美國紐約州塞尼卡縣的鎮。

## 人口
根據2020年美國人口普查的數據，洛代的面積為102.99平方千米，當中陸地面積為88.55平方千米，而水域面積為14.44平方千米。當地共有人口1469人，而人口密度為每平方千米14人。